# Ayenia xochipilliae
Ayenia xochipilliae är en malvaväxtart som beskrevs av Cristobal. Ayenia xochipilliae ingår i släktet Ayenia och familjen malvaväxter. Inga underarter finns listade i Catalogue of Life.